# Microstylum testaceum
Microstylum testaceum är en tvåvingeart som först beskrevs av Macquart 1846.  Microstylum testaceum ingår i släktet Microstylum och familjen rovflugor. Inga underarter finns listade i Catalogue of Life.